# Men, Women & Children
Men, Women & Children é um filme de comédia dramática estadunidense dirigido por Jason Reitman, co-escrito com Erin Cressida Wilson, baseado no romance de mesmo nome escrito por Chad Kultgen. O longa é estrelado por Adam Sandler, Rosemarie DeWitt, Emma Thompson (narradora) e Jennifer Garner. Está programado para ser exibido na seção de apresentações especiais de 2014 no Festival Internacional de  Toronto. O filme recebeu um lançamento limitado em 3 de outubro de 2014, antes de um lançamento amplo que ocorreu no dia 17 de outubro de 2014.

## Sinopse
De acordo com a sinopse oficial divulgado pela distribuidora, o filme "segue a história de um grupo de adolescentes do ensino médio e seus pais" enquanto eles percebem o quanto a internet "mudou seus relacionamentos, sua comunicação, sua auto-imagem e suas vidas amorosas". Também é descrito que o filme vai tocar em temas como a cultura dos video games, anorexia, infidelidade, a busca por fama e a proliferação de material ilícito na rede.

## Elenco
- Emma Thompson - Narradora
- Ansel Elgort como Tim Mooney
- Kaitlyn Dever como Brandy Beltmeyer
- Adam Sandler como Don Truby
- Rosemarie DeWitt como Rachel Truby
- Jennifer Garner como Patricia Beltmeyer
- Judy Greer como Joan Clint
- Dean Norris como Kent Mooney
- Olivia Crocicchia como Hannah Clint
- Elena Kampouris como Allison Doss
- Travis Tope como Chris Truby
- J.K. Simmons como Pai da Alisson
- David Denman como Jim Vance
- Katherine Herzer como Lauren
- Dennis Haysbert como Secretluvur
- Timothée Chalamet como Danny Vance

## Produção
Em 4 de setembro de 2013, o diretor Jason Reitman estava prestes a contratar Adam Sandler, Rosemarie DeWitt e Jennifer Garner para os papéis principais em seu próximo filme de comédia. Em 16 de dezembro, mais três atores foram anunciadas, incluindo Emma Thompson, Judy Greer e Dean Norris. O elenco jovem do filme inclui Ansel Elgort, Kaitlyn Dever, Elena Kampouris, Travis Tope, Katherine Hughes, Olivia Crocicchia e Timothée Chalamet. Outras atores são David Denman, Dennis Haysbert, Shane Lynch e J.K. Simmons.

### Filmagens
A fotografia principal do filme começou em 16 de dezembro de 2013, em torno de Austin, Texas, como Paramount Pictures anunciou oficialmente. Em agosto de 2014 foi anunciado o primeiro tease do filme, o vídeo tem um clima sério e triste e é embalado por uma versão melancólica de "I Feel Love", que soa muito diferente da explosiva versão original cantada por Donna Summer.